# TV Land
TV Land est une chaîne de télévision américaine appartenant à Paramount Media Networks, lancée le 29 avril 1996. Diffusant originellement des classiques de la télévision, la chaîne diffuse maintenant une combinaison de séries classiques, originales, ainsi que quelques films.

## Histoire
Dix ans après le début de la formule Nick at Nite qui offre des classiques de la télévision, Viacom lance la chaîne sous le surnom Nick at Nite's TV Land, initialement offerte gratuitement aux câblodistributeurs à la condition de l'offrir dans le forfait de base étendue.
La version haute définition de TV Land est lancée en novembre 2011.

### Canada
La marque « TV Land » apparait au Canada en septembre 2001 et diffuse des sitcoms et drames des années 1960, 1970 et 1980. Après une suite d'acquisitions et n'étant pas autorisée à diffuser des séries originales, elle change de nom pour Comedy Gold en août 2010.
Certaines séries originales de TV Land ont été acquises par différents diffuseurs canadiens.

### Identité visuelle (logo)

Logo de TV Land du 29 avril 1996 au 31 décembre 2000
Logo de TV Land du 1er janvier 2001 au 23 novembre 2009
Logo de TV Land du 24 novembre 2009 au 8 mai 2012
Logo de TV Land du 9 mai 2012 au 23 juin 2015
Logo de TV Land depuis le 24 juin 2015

## Séries originales
- Hot in Cleveland (2010–2015)
- Retired at 35 (2011-2012)
- Happily Divorced (2011-2013)
- The Exes (2011–2015)
- The Soul Man (2012–2016)
- Kirstie (2013–2014)
- Jennifer Falls (en) (2014)
- Younger (2015–2019, 2021 sur Paramount+)
- The Jim Gaffigan Show (en) (2015–2016)
- Impastor (2015–2016)
- Teachers (comédie, 2016–2019)
- Lopez (en)[1] (2016–2017)[2]
- Nobodies (en)[3] (2017 sur TV Land[4], 2018 sur Paramount Network)

## Téléréalités
- ALF's Hit Talk Show (en) (2004)
- Chasing Farrah (en) (2005)
- She's Got the Look (en) (2008–2010)
- Family Foreman (en) (2008)
- The Cougar (en) (2009)
- How'd You Get So Rich? (en) (2009–2010)
- Harry Loves Lisa (en) (2010)